# Ruschia incurvata
Ruschia incurvata är en isörtsväxtart som beskrevs av L. Bol. Ruschia incurvata ingår i släktet Ruschia och familjen isörtsväxter. Inga underarter finns listade i Catalogue of Life.